# When the Light Is Mine: The Best of the I.R.S. Years 1982–1987
When the Light Is Mine: The Best of the I.R.S. Years 1982–1987 és un DVD de la banda estatunidenca R.E.M. que conté tots els seus videoclips realitzats en l'etapa que van treballar amb I.R.S. Records entre 1982 i 1987. Es va publicar el 12 de setembre de 2006 coincidint també amb la publicació d'And I Feel Fine: The Best of the I.R.S. Years 1982-1987, una compilació dels senzills de R.E.M. en la discogràfica I.R.S. Records.
El títol del DVD és una línia de la lletra de la cançó «Feeling Gravitys Pull», que havien inclòs en l'àlbum Fables of the Reconstruction (1985). A banda dels videoclips, també s'hi va incloure material addicional encara no publicat d'alguns concerts realitzats a The Tube, i una sèrie d'entrevistes enregistrades realitzades prèviament per la promoció de l'àlbum Lifes Rich Pageant.

## Llista de vídeos
Totes les cançons foren escrites i compostes per Bill Berry, Peter Buck, Mike Mills i Michael Stipe, excepte les indicades. Els directors dels vídeos apareixen entre parèntesis.
1. «Wolves, Lower» (Jonathan Dayton i Valerie Faris, filmat el 1982 al Club Lingerie, Hollywood)
2. «Radio Free Europe» (versió edit) (Arthur Pierson, filmat 13–14 de maig de 1983 a Howard Finster's "Paradise Garden", Summerville)
3. «Talk About the Passion» (Jem Cohen, filmat el 1983 a Nova York)
4. «Radio Free Europe» (directe a The Tube, 18 de novembre de 1983) (Gavin Taylor, filmat als Tyne Tees Studios, Newcastle upon Tyne)
5. «Talk About the Passion» (directe a The Tube, 18 de novembre de 1983) (Gavin Taylor, filmat als Tyne Tees Studios, Newcastle upon Tyne)
6. «So. Central Rain (I'm Sorry)» (Howard Libov, filmat el desembre de 1983 als Reflection Studios, Charlotte)
7. Left of Reckoning (pel·lícula de 20 minuts per James Herbert, filmat el maig de 1984 al Ruben A. Miller's Whirligig Farm de Rabbittown, als afores de Gainesville)
8. «Pretty Persuasion» (directe a The Old Grey Whistle Test, 20 de novembre de 1984) (Tom Corcoran, filmat als BBC Studios, Londres)
9. «Can't Get There from Here» (Michael Stipe & Aguar Video Productions, filmat el 1985 a Athens)
10. «Driver 8» (versió llarga original) (James Herbert i Michael Stipe, narració per Michael Stipe, enregistrat a l'estiu de 1985 a Clifton Forge, i als James Herbert's studio, d'Athens)
11. «Life and How To Live It» (James Herbert, tardor de 1985)
12. «Feeling Gravitys Pull» (James Herbert, tardor de 1985)
13. «Can't Get There From Here» (directe a The Tube, 25 d'octubre de 1985) (Gavin Taylor, filmat als Tyne Tees Studios, Newcastle upon Tyne)
14. «Fall On Me» (Michael Stipe, filmat a 1986)
15. «Swan Swan H» (directe acústic de la pel·lícula Athens, GA: Inside/Out) (Tony Gayton, filmat a 1986 en la Lucy Cobb Chapel, Athens)
16. «The One I Love» (Robert Longo, filmat a 1987 a Athens)
17. «It's the End of the World as We Know It (And I Feel Fine)» (James Herbert, filmat a l'estiu de 1987 a Athens)
18. «Finest Worksong» (Michael Stipe, filmat a 1987 a Athens)

## Extres
I. The Cutting Edge, octubre de 1983 (Jonathan Dayton i Valerie Faris, filmat el juny de 1983 a l'Echo Park, Los Angeles)
- Edited Broadcast Segment
- Entrevistes addicionals

II. The Cutting Edge, juny de 1984 (Jonathan Dayton i Valerie Faris, presentat per Peter Zaremba, filmat el 1984 a les oficines de I.R.S. Records, Los Angeles)
- Edited Broadcast Segment
- Entrevistes addicionals
- Actuacions en directe:

1. "Driver 8"
2. "Wendell Gee"
3. "(Don't Go Back To) Rockville"
4. "Time After Time (AnnElise)"

III. Pageantry (fragments d'entrevistes promocionals amb Peter Buck i Mike Mills, filmat al setembre de 1986)